# Джагатсингхпур (округ)
Джагатсингхпу́р (ория ଜଗତସିଂହପୁର ଜିଲା; англ. Jagatsinghpur) — округ в индийском штате Орисса. Административный центр — город Джагатсингхпур. Площадь округа — 1759 км². По данным всеиндийской переписи 2001 года население округа составляло 1 057 629 человек. Уровень грамотности взрослого населения составлял 79,1 %, что значительно выше среднеиндийского уровня (59,5 %). Доля городского населения составляла 9,9 %.

## История
Район образован 1 апреля 1993 года. До этого он был частью старого района Катака, который был разделен на четыре новых района. Этот прибрежный район окружен районами Кендрапара, Катака, Кхурда, Пури и Бенгальским заливом в различных направлениях.

## Достопримечательности
В округе находится крупнейший порт штата Орисса — Парадип. В 15 км от Джагатсингхпура находится Храм Сарала — знаменитый храм, где богине Сарасвати поклоняются как Маа Сарала.

## Транспорт
В округе проходит железнодорожная линия от Катаки в Парадип. Поезда ходят не часто, поэтому местное население чаще всего пользуется автобусами. Есть частые автобусные рейсы в Катаку, Бхубанешвар, Бхадрак и Баласор.